# Embajada de Filipinas en México
La Embajada de Filipinas en México es la máxima representación diplomática de la República de Filipinas en los Estados Unidos Mexicanos. Fue establecida en 1960, y su sede está situada a lo largo de la avenida Thiers en la colonia Anzures, parte de la alcaldía Miguel Hidalgo en el noroeste de la Ciudad de México.

## Historia
El 23 de abril de 1953 Filipinas inauguró su primera misión diplomática en México con una legación, un poco tiempo tras el comienzo de relaciones diplomáticas formales entre los dos países. La legación fue encabezada por Mariano Ezpeleta como ministro. Unos años después en 1960 se elevó a la categoría de embajada la legación con el nombramiento de Octavio Maloles como embajador de Filipinas a México, luego presentando su carta credencial al presidente mexicano Adolfo López Mateos el 12 de septiembre de 1961.
En 2010, después de una expansión masiva de la red diplomática filipina bajo la administración de Gloria Macapagal Arroyo, cuestionó el senador Franklin Drilón la necesidad de mantener embajadas en países cuyos comunidades filipinas no son tantas, y luego proponó un repaso de la presencia diplomática filipina. En consecuencia el gobierno filipino cerró 10 misiones diplomáticas bajo la administración de Benigno Aquino III, sucesor de Arroyo, inclusive las embajadas en Caracas (Venezuela) y La Habana (Cuba) el 31 de octubre de 2012. El próximo año se amplió la jurisdicción de la embajada, originalmente compuesto por México y los países de América Central, para incluir como respuesta a los cierres Cuba, Venezuela y la República Dominicana. Unos años después Venezuela fue trasladado a la jurisdicción de la embajada de Filipinas en Brasilia (Brasil).
Durante el terremoto de Puebla de 2017 la cancillería de la embajada, en aquél momento situada en las primeras dos plantas de un edificio comercial localizado en la delegación Cuauhtémoc, sufrió daños. Se trasladó entonces su operación a la residencia del embajador, y el 14 de marzo de 2018 la embajada inauguró su nueva sede al mismo tiempo de su conmemoración del Día Internacional de la Mujer.